# San Jorge de Lorenzana
Lorenzana (llamada oficialmente San Xurxo de Lourenzá) es una parroquia española del municipio de Lorenzana, en la provincia de Lugo, Galicia.

## Otras denominaciones
La parroquia también es conocida por el nombre de San Jorge de Lorenzana.

## Organización territorial
La parroquia está formada por veintidós entidades de población:
- Adellao
- Alaxa (A Laxe)
- Barboriña
- Bodegas
- Bouza da Viña (A Bouza da Viña)
- Carruceiras (As Carroceiras)
- Corrullo (O Corrullo)
- Currada (A Currada)
- Chantado
- Franca (A Franca)
- Lavandeira (A Lavandeira)
- Machuco (O Machuco)
- Mazúa
- Outeiro (O Outeiro)
- Paraños
- Pena (A Pena)
- Piñeiro (O Piñeiro)
- San Lorenzo (San Lourenzo)
- Sendín
- Soutovello (Souto Vello)
- Teixeiro
- Xuncal (O Xuncal)

## Demografía
| Gráfica de evolución demográfica de Lorenzana entre 2000 y 2023 |
|                                                                 |
| Datos según el nomenclátor publicado por el INE.                |